# Побачення

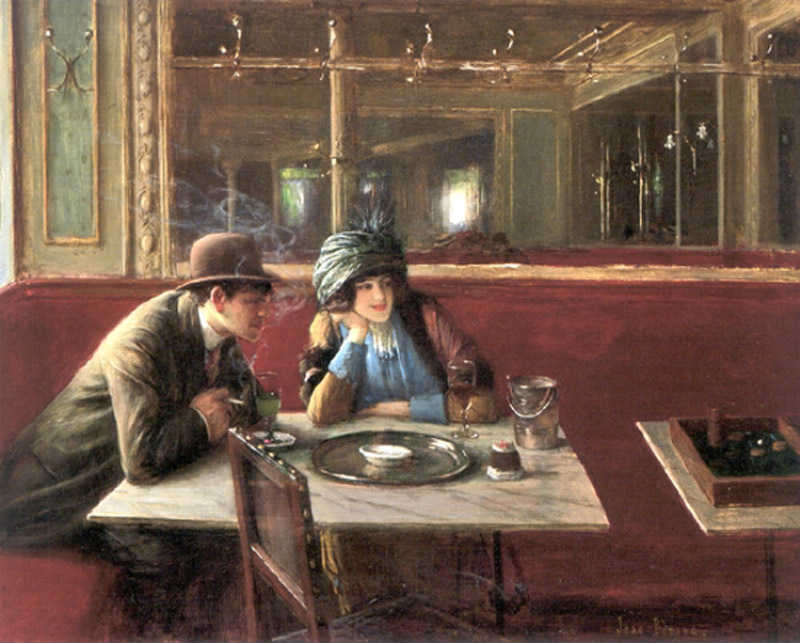
Пара на побаченні в кафе.

Поба́чення — це завчасна зустріч у певний час і в певному місці, коли обоє людей перебувають один з одним у стосунках, або це стосується очікування романтичного розвитку один з одним. Це спосіб для людей шукати партнера або сексуальні стосунки. Термін стосується або побачень із потенційним партнером або їх відвідування. Таким чином, зустрічаючись на побаченні, де люди проводять час разом, наприклад, у ресторані, кафе, кінотеатрі, у когось вдома, в Інтернеті або по телефону, люди намагаються пізнати один одного. Однак у цьому контексті важливо не те, як ви зустрічаєтеся чи сама діяльність, а взаємодія. За допомогою побачення двоє людей дають один одному можливість оцінити свою придатність як партнерів у романтичних стосунках. Побачення — це можливість представитися, дізнатися про іншого та перевірити, що однакове відчуваєте ви одне до одного, або чи є це щось більше, ніж звичайна дружба. Побачення складається з соціальних заходів, які проводяться кожним в парі, або самостійно, або з іншими. Знайомства є частиною людської діяльності, і їх можна розуміти як форму залицяння, а іноді розглядати як передвісник заручин або шлюбу. Самотнім людям, як правило, доводиться проходити через кілька побачень, перш ніж вони успішно виберуть або будуть обрані з метою подружжя. 
Хоча термін «побачення» має багато значень, найбільш поширене стосується випробувального періоду, протягом якого двоє людей вирішують, чи варто розвивати стосунки далі в напрямку більш постійних стосунків. Інше значення терміна «побачення» полягає в описі етапу в житті людини, коли він чи вона активно переслідує романтичні стосунки з різними людьми. Тому інтимні домовленості між людьми, незалежно від любові, іноді також називають побаченнями. 
У молодих людей побачення є неодмінним атрибутом романтичних стосунків, і в юнацькому віці мають поліфункціональний характер: спосіб розваги, дружнє довірливе спілкування, підвищення чи збереження соціального статусу, засіб соціалізації, пошук шлюбного партнера, набуття і розширення сексуального досвіду. Перші побачення виконують ряд важливих функцій: розвага, соціалізація, прояв статусу і його корекція, задоволення сексуальних потреб, встановлення товариських відносин, вибір шлюбного партнера, інтимність. Головними проблемами побачень хлопці та дівчата називають складності спілкування щодо змісту розмови, вибір місця проведення часу на побаченні, сором'язливість, вироблення оптимального ступеня відкритості і щирості з партнером, непорозуміння на сексуальному ґрунті.
У 1998 році у США було проведено опитування в кампусах 32 коледжів, і результатами статистичних досліджень було встановлено, що 10% жінок пережили згвалтування — у 57% випадків зґвалтування відбулося під час побачення, а в 84% жертви були знайомі з ґвалтівником. Зґвалтування на побаченні здебільшого не стають відомими правоохоронним органам, а жертви примушування на побаченнях значну частину відповідальності за скоєне беруть на себе, сумніваючись у власній оцінці подій, замість того, щоб звинувачувати справжнього винуватця — насильника. За даними, опублікованими в журналі «Містер» (1998), 85% чоловіків, які здійснили сексуальне насильство, були знайомі зі своїми жертвами, головно це відбувалося на побаченнях. Багато з чоловіків висловлювали думку, що йдучи на побачення, жінка повинна бути готова до того, що воно може закінчитися сексом. До такого висновку приводять дослідження, які виявили, що чоловіки пов'язують більші сексуальні очікування з вечірками та зустрічами, ніж жінки.